# Le Pont du Gard
Cet article concerne un tableau. Pour l'ouvrage d'art, voir Pont du Gard.
Le Pont du Gard est un tableau faisant partie de la série des  Principaux Monuments de la France  du peintre de ruines Hubert Robert sur  des vestiges de la Gaule, une grande peinture à l'huile  destinée à décorer un salon au château de Fontainebleau.
HISTOIRE 
Seul  Le Pont du Gard occupa un temps l'emplacement prévu de la série complète commandée en 1786 et réalisée en 1787 et devint la propriété du roi Louis XVI et de la couronne de France.
L'ensemble des tableaux de la série est conservé au musée du Louvre depuis 1822 à la suite du legs de la veuve du peintre des trois autres toiles.

## Sujet
Le tableau représente le Pont du Gard, un pont romain.